# 도장산 (경북)
도장산(道藏山)은 대한민국 경상북도 문경시와 상주시의 경계에 있는 높이 828m의 산이다.
《택리지》는 '청화산과 속리산 사이에 경치 좋고 사람 살기 그만인 복지가 있다'고 적고 있다.

## 같이 보기
- 한국의 산